# Clubul Sportiv Municipal Medgidia
CSM Medgidia ou Clubul Sportiv Municipal Medgidia est un club de football professionnel roumain fondé en 1983 et basé à Medgidia, dans le județ de Constanța. 

## Palmarès
- Championnat de Roumanie de troisième division
  - Champion : 2002